# Равањско
Равањско је насељено мјесто у општини Хан Пијесак, Република Српска, БиХ. Према попису становништва из 1991. у насељу је живјело 57 становника.

## Становништво
| Демографија | Демографија | Демографија |
| Година      | Становника  | Становника  |
| ----------- | ----------- | ----------- |
| 1948.       | 134         |             |
| 1953.       | 106         |             |
| 1961.       | 132         |             |
| 1971.       | 122         |             |
| 1981.       | 78          |             |
| 1991.       | 57          |             |